# قائمة نصوص الإسلام
يحتوي الإسلام على نصين أساسيين وهما القرآن الكريم والسنة النبوية.

## القرآن الكريم
القرآن أو القرآن الكريم هو الكتاب الرئيسي في الإسلام، يُعَظِّمُه المسلمون ويؤمنون بأنّه كلام الله  المنزّل على نبيه محمد للبيان والإعجاز، المنقول عنه بالتواتر حيث يؤمن المسلمون أنه محفوظ في الصدور والسطور من كل مس أو تحريف، وهو المتعبد بتلاوته، وهو آخر الكتب السماوية بعد صحف إبراهيم والزبور والتوراة والإنجيل.
كما يعدّ القرآن أرقى الكتب العربية قيمة لغوية ودينية، لما يجمعه من البلاغة والبيان والفصاحة. وللقرآن أثر فضل في توحيد وتطوير اللغة العربیة وآدابها وعلومها الصرفية والنحوية، ووضع وتوحيد وتثبيت اللّبنات الأساس لقواعد اللغة العربية، إذ يعتبر مرجعاً وأساساً لكل فطاحلة اللغة العربية كسيبويه والعلامة أبو الأسود الدؤلي والخليل بن أحمد الفراهيدي وغيرهم، حيث ترتكز عليه كل مساهمات الفطاحلة اللغويين في تطوير اللغة العربية، سواء عند القدماء أو المحدثين إلى حقبة أدب المهجر في العصر الحديث، ابتداء من أحمد شوقي إلى رشيد سليم الخوري وجبران خليل جبران وغيرهم الذين كان لهم دور كبير في محاولة الدفع بإحياء اللغة والتراث العربي في العصر الحديث.
ويعود الفضل في توحيد اللغة العربیة إلى نزول القرآن الكريم، حيث لم تکن موّحَدة قبل هذا العهد رغم أنها كانت ذات غنیً ومرونة، إلى أن نزل القرآن وتحدى الجموع ببیانه،
وأعطی اللغة العربية سیلاً من حسن السبك وعذوبة السَّجْعِ، ومن البلاغة والبيان ما عجز عنه بلغاء العرب، وقد وحد القرآن الكريم اللغة العربية توحیداً کاملاً وحفظها من التلاشي والانقراض،
كما حدث مع العديد من اللغات السّامية الأخرى، التي أضحت لغات بائدة واندثرت مع الزمن أو لغات طالها الضعف والانحطاط، وبالتالي عدم القدرة على مسايرة التغييرات والتجاذبات التي تعرفها الحضارة وشعوب العالم القديم والحديث.
ويحتوي القرآن على 114 سورة تصنف إلى مكّية ومدنية وفقاً لمكان وزمان نزول الوحي بها. ويؤمن المسلمون أن القرآن أنزله الله على لسان الملك جبريل إلى النبي محمد على مدى 23 سنة تقريباً، بعد أن بلغ النبي محمد سن الأربعين، وحتى وفاته عام 11 هـ/632م. كما يؤمن المسلمون بأن القرآن حُفظ بدقة، على يد الصحابة، بعد أن نزل الوحي على النبي محمد فحفظه وقرأه على صحابته، وأن آياته محكمات مفصلات وأنه يخاطب الأجيال كافة في كل القرون، ويتضمن كل المناسبات ويحيط بكل الأحوال.
بعد وفاة النبي محمد جُمع القرآن في مصحف واحد بأمر من الخليفة الأول أبو بكر الصديق وفقاً لاقتراح من الصحابي عمر بن الخطاب. وبعد وفاة الخليفة الثاني عمر بن الخطاب، ظلت تلك النسخة محفوظة لدى أم المؤمنين حفصة بنت عمر، إلى أن رأى الخليفة الثالث عثمان بن عفان اختلاف المسلمين في القراءات لاختلاف لهجاتهم، فسأل حفصة بأن تسمح له باستخدام المصحف الذي بحوزتها والمكتوب بلهجة قريش لتكون اللهجة القياسية، وأمر عثمان بنسخ عدة نسخ من المصحف لتوحيد القراءة، وأمر بإعدام ما يخالف ذلك المصحف، وأمر بتوزيع تلك النسخ على الأمصار واحتفظ لنفسه بنسخة منه. تعرف هذه النسخ إلى الآن بالمصحف العثماني. لذا فيؤكد معظم العلماء أن النسخ الحالية للقرآن تحتوي على نفس النص المنسوخ من النسخة الأصلية التي جمعها أبو بكر.
يؤمن المسلمون أن القرآن معجزة النبي محمد للعالمين، وأن آياته تتحدى العالمين بأن يأتوا بمثله أو بسورة مثله، كما يعتبرونه دليلاً على نبوته، وتتويجاً لسلسلة من الرسالات السماوية التي بدأت، وفقاً لعقيدة المسلمين، مع صحف آدم مروراً بصحف إبراهيم، وتوراة موسى، وزبور داود، وصولاً إلى إنجيل عيسى.

## السنة النبوية

### الحديث النبوي
الحديث النبوية عند أهل السنة والجماعة هو ما ورد عن الرسول محمد بن عبد الله من قول أو فعل أو تقرير أو صفة خَلقية أو صفة خُلقية أو سيرة سواء قبل البعثة (أي بدء الوحي والنبوة) أو بعدها. والحديث والسنة عند أهل السنة والجماعة هما المصدر الثاني من مصادر التشريع الإسلامي بعد القرآن. وذلك أن الحديث خصوصا والسنة عموما مبينان لقواعد وأحكام الشريعة ونظمها، ومفصلان لما جاء مجملا في القرآن، ومضيفان لما سكت عنه، وموضحان لبيانه ومعانيه ودلالاته. كما جاء في سورة النجم: ﴿وَمَا يَنْطِقُ عَنِ الْهَوَى ۝٣ إِنْ هُوَ إِلَّا وَحْيٌ يُوحَى ۝٤﴾ [النجم:3–4]. فالحديث النبوي هو بمثابة القرآن في التشريع من حيث كونه وحياً أوحاه الله للنبي، والحديث والسنة مرادفان للقرآن في الحجية ووجوب العمل بهما، حيث يستمد منهما أصول العقيدة والأحكام المتعلقة بالعبادات والمعاملات بالإضافة إلى نظم الحياة من أخلاق وآداب وتربية.
قد اهتم العلماء على مر العصور بالحديث النبوي جمعا وتدوينا ودراسة وشرحا، واستنبطت حوله العلوم المختلفة كعلم الجرح والتعديل وعلم مصطلح الحديث وعلم العلل وغيرها، والتي كان الهدف الأساسي منها حفظ الحديث والسنة ودفع الكذب عن النبي وتوضيح المقبول والمردود مما ورد عنه. وامتد تأثير هذه العلوم الحديثية في المجالات المختلفة كالتاريخ(1) وما يتعلق منه بالسيرة النبوية وعلوم التراجم والطبقات، بالإضافة إلى تأثيره على علوم اللغة العربية والتفسير والفقه وغيرها.

### السيرة النبوية

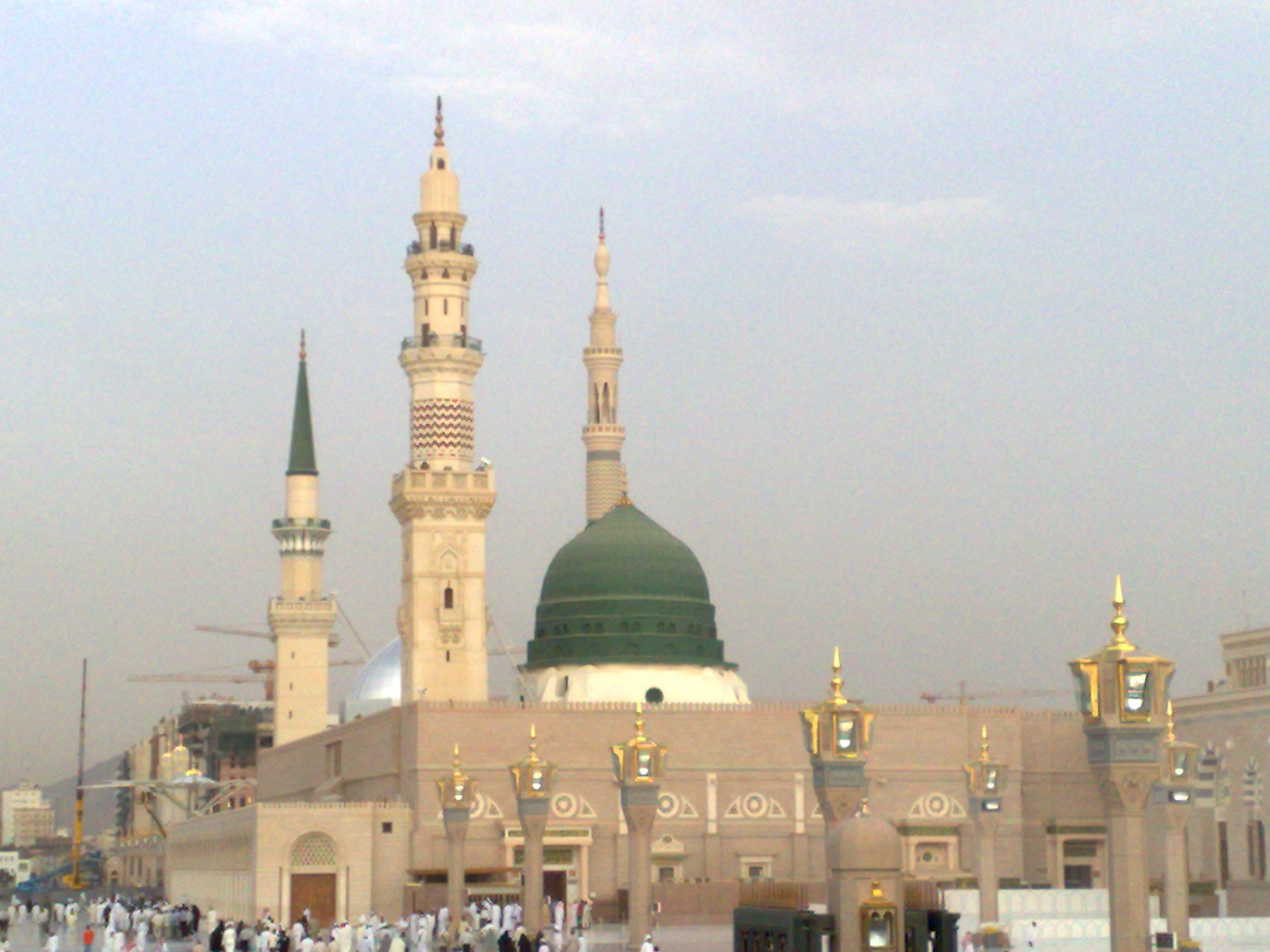
المسجد النبوي والقبة الخضراء فوق قبر النبي محمد.

كتاب السيرة النبوية لابن هشام أحد أشهر كتب السيرة.

السيرة النبوية يقصد بها سيرة النبي محمد ﷺ، وهو العلم المختص بجمع ما ورد من وقائع حياة الرسول محمد وصفاته الخُلقية والخَلقية، مضافًا إليها غزواته وسراياه.

## اُنظر أيضًا
- السنة النبوية.
- القرآن الكريم.